# Asociación de mujeres cineastas y de medios audiovisuales
CIMA, Asociación de Mujeres Cineastas y de Medios Audiovisuales es una asociación profesional española creada en 2006 con el fin de fomentar la presencia igualitaria y equilibrada de mujeres del sector en el medio audiovisual.
Las socias fundadoras fueron: Inés París, Chus Gutiérrez, Icíar Bollaín, Isabel Coixet, Josefina Molina, Cristina Andreu, Helena Taberna, Mireia Ros, Manane Rodríguez, María Ripoll, Cayetana Mulero San José, Laura Mañá, Eva Lesmes, Patricia Ferreira, Daniela Féjerman, Ana Diez, Teresa de Pelegri y Judith Colell.
Desde su fundación hasta 2012 la organización estuvo presidida por Inés París. Desde el 2012 al 2014 la presidenta fue Isabel de Ocampo. De 2015 a junio de 2018 lo fue Virginia Yagüe. Y en junio de 2018 asumió esa tarea Cristina Andreu. Josefina Molina es su presidenta de honor.
Su sede central está en Madrid y la organización tiene delegaciones territoriales en Andalucía, Cataluña, Galicia, Valencia, Canarias, Baleares y Navarra.
Desde su fundación ha realizado varias campañas para denunciar la desigualdad de las mujeres en la industria de cinematográfica y televisiva. Entre ellas la de "Más mujeres", presentada en la gala Goya 2018 simbolizada por un abanico rojo con el texto escrito de "#+ Mujeres"

## Objetivos
El principal objetivo de CIMA es la igualdad y la visibilidad de las mujeres en el sector audiovisual planteando medidas en cine y televisión que avancen en un compromiso de cambio y de respeto a la igualdad.
También trabajar especialmente en la imagen pública de la mujer que se difunde en los medios para promover su presencia paritaria en el audiovisual y fomentar una imagen más real, no sesgada, y alejada de estereotipos sexistas.

## Junta directiva
CIMA se creó en 2006 con sede en Madrid. La primera junta estuvo formada por Inés París en la presidencia, Isabel Coixet y Chus Gutiérrez en las vicepresidencias, Icíar Bollaín como secretaria, Cristina Andreu Tesorera y Helena Taberna, Patricia Ferreira, Ana Diez, Daniela Féjerman, Manane Rodríguez, Eva Lesmes, Judith Colell como vocales. Josefina Molina es desde entonces la presidenta de honor. En 2009 se creó la delegación de Galicia liderada por Charo Loureiro, en 2011 la de Andalucía con Oliva Acosta, y en 2015 se presentó la delegación en Valencia con Rosana Pastor.
De 2015 a 2018 asumió la presidencia Virginia Yagüe y Cristina Andreu la vicepresidencia. En junio de 2018, Cristina Andreu.

## Trayectoria
La organización dio sus primeros pasos en 2007 participando en el festival "Mujeres en Dirección" y sumándose al "Manifiesto en favor de la materia "Cultura audiovisual en la ESO y en los diferentes bachilleratos" defendiendo la necesidad de la formación en las aulas en este terreno.
En 2008 organizó un Ier Encuentro Internacional bajo el título "Las mujeres del audiovisual ante el futuro" en el que participaron también representantes latinoamericanas con la presencia entre otras de Icíar Bollaín y Daniela Féjerman. Entre las conclusiones se denunció la escasa presencia femenina en el sector "no sólo deja sin voz a una parte importante de la población y desperdicia un potencial de talento e industria, sino que afecta gravemente a los contenidos del cine y la televisión, donde siguen dominando unas imágenes estereotipadas, falsas y sexistas de lo que son las mujeres y los hombres". En 2010 se realizó la segunda edición del encuentro.
Desde sus inicios CIMA ha colaborado también en la investigación sobre la situación de las mujeres en el sector. Fue pionera la realiza en 2008 por el Instituto de la Mujer Mujeres y hombres en el cine español. Una investigación empírica (2008) que finalmente se publicó en 2010 con el título "Cine y género en España" un estudio ha realizado por Fátima Arranz junto a Pilar Aguilar, Javier Callejo, Pilar Pardo, Inés París y Esperanza Roquero reflejando la desigualdad de sexos en el cine español no sólo en dirección o producción, también en los roles que adoptan mujeres y hombres.
En 2009 CIMA organizó la primera muestra política de cine realizado por mujeres que ha tenido continuidad anual. A su primera edición acudieron directoras como la iraní Yamina Bachir o Helena Taberna, directora de 'Yoyes' para debatir sobre cine, feminidad y política. Pese a lo que cuentan los hombres en sus películas, "las mujeres vivimos para algo más que para el amor", bromeó la directora de CIMA Inés París.
La asociación colabora además con diversas convocatorias relacionadas con mujeres, cine e igualdad, entre ellas el Festival "Ellas crean". También en 2010 CIMA participó en la muestra itinerante denominada "Mujeres de cine" organizada por el Instituto de la Mujer e inaugurada en la ciudad alicantina de Benidorm con el objetivo de reivindicar y hacer visible el trabajo creativo de las mujeres a la vez que apoyar a la industria cinematográfica española.
En el marco de su trabajo en redes, en 2012 apoyó el fortalecimiento de la Red de Mujeres Iberoamericanas de Cine y Medios Audiovisuales (MICA) con el fortalecer la tarea de las realizadoras mujeres de la región y así lograr que el mundo audiovisual sea más equitativo e igualitario. En su lanzamiento contó con el apoyo de la Asociación Cultural “La Mujer y el Cine” (Argentina), la Fundación “Mujer Es Audiovisual” (Colombia) y la Asociación Civil “Mujeres en el Cine y la TV” (México) con el objetivo de conformar un catálogo digital de cine Iberoamericano dirigido por mujeres. CIMA colabora por otro lado con la red europea de mujeres en el mundo audiovisual: European Women Audiovisual Network.
En 2013 se inició uno de los proyectos más relevantes de la asociación: CIMA mentoring.
En 2014 dieron soporte a la convocatoria de El tren de la libertad en defensa de los derechos sexuales y reproductivos. Muchas de sus asociadas participaron en la creación del documental "Yo decido. El tren de la libertad".

## Datos

### 2008
En 2008 se publicó el estudio "Mujeres y hombres en el cine español" realizado en España. Según el mismo, las mujeres directoras no superan el 7%, en las tareas creativas y de producción la cifra no alcanza el 20% y las guionistas no superan el 15%. El 90% del cine español está hecho por hombres y sólo una de cada dos directoras ha logrado hacer más de una película. Las directoras no pasan del 13% del total y las productoras, guionistas y realizadoras no superan el 20 % del medio. Sin embargo, casi el 55% de los jóvenes que en 2007 terminaron sus estudios en las denominadas "artes del espectáculo" eran mujeres. El estudio reveló que en el ámbito televisivo los datos son similares. En el año 2008, en los organigramas de los equipos directivos de todas las cadenas, las mujeres sólo representaron el 20 % y si el foco se pone en los puestos de mayor responsabilidad, tales como presidente, director general o gerente, son hombres en un 94,29% de los casos.

### 2013
7% de mujeres directoras, 15% de guionistas y 20% productoras.

### 2018

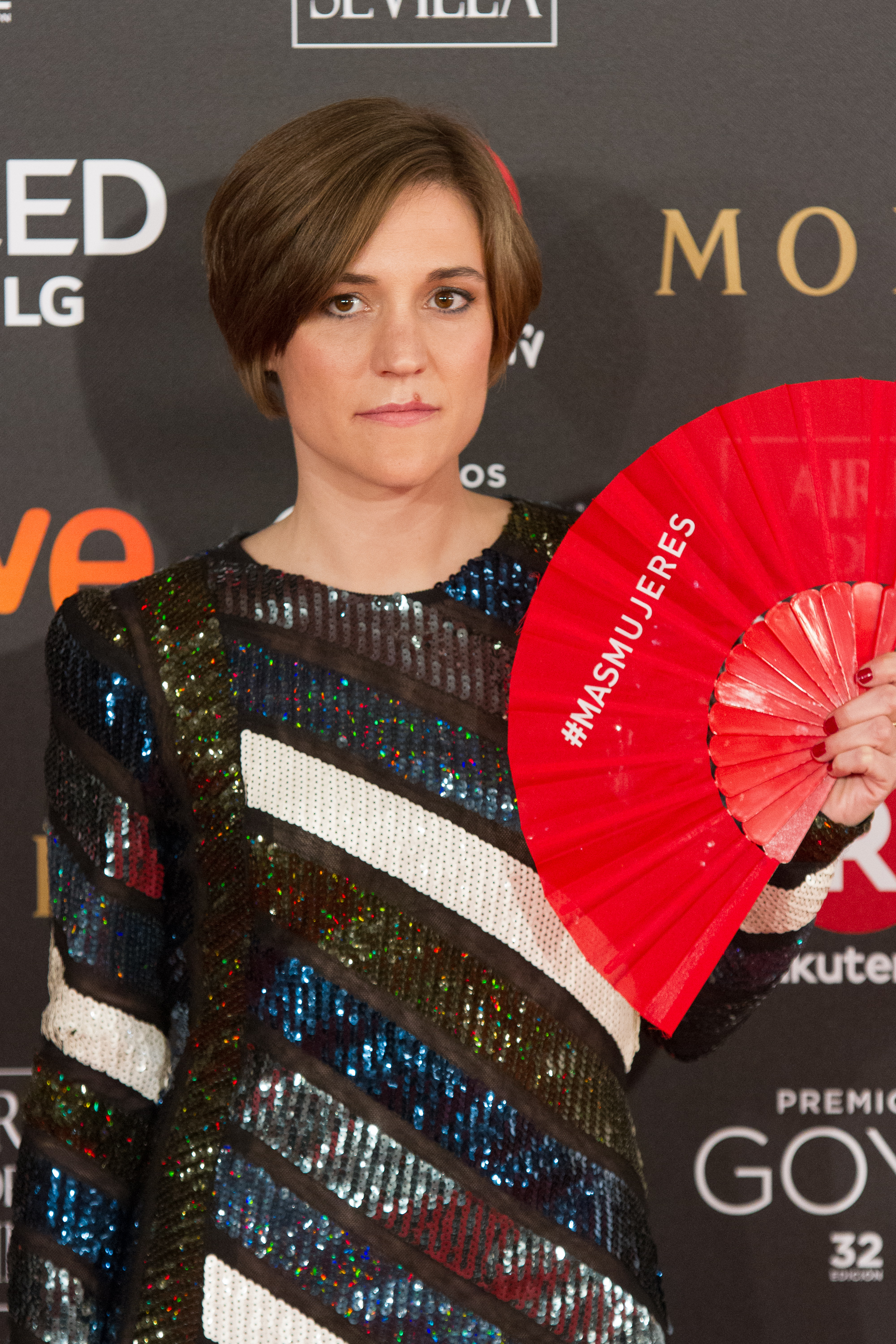
Carla Simón en los Goya 2018

En febrero de 2018 se hizo pública una nueva investigación recogida en el libro Miradas de mujer. Cineastas españolas para el siglo XXI (Fundamentos), coordinado por el profesor Francisco A. Zurián con nuevos datos:
De 2000 a 2015 solo el 27% de las directoras ha logrado hacer una segunda película.
Solo el 7% de las películas españolas de 2017 fueron dirigidas por mujeres por lo que una década después las mujeres directoras continúan sin superar el 7 %. y además de ser una minoría trabajan con menos dinero: una media de un millón menos que sus compañeros varones. Las películas de mujeres tienen menos inversión, menos distribución y una recaudación más pequeña.
En los Goya 2018, sólo un 27 % de las nominaciones fueron para mujeres, a pesar de que había dos aspirantes al premio a Mejor Película: "Verano 1993" de Carla Simón y "La Librería" de Isabel Coixet que lograron el premio. Las profesionales del sector obtuvieron 30 nominaciones por 83 de sus compañeros y en ocho categorías no hubo ni una mujer nominada. En la industria, las mujeres ocupan el 26% de los puestos de trabajo.

## Campañas

### Premios "Esquenohay" y "Haberlashaylas" (2010)
En junio de 2010, CIMA dio a conocer los premios Esquenohay, con los que quiso denunciar la "contribución a la invisibilidad de la mujer en el cine y la televisión". El reverso luminoso de los premios Esquenohay son los premios Haberlashaylas, que destacan instituciones y proyectos que promueven la visibilidad de las mujeres en el cine español.
- Premios Esquenohay

| Año  | Película-Evento                                                          | Dirección         | Mérito |
| ---- | ------------------------------------------------------------------------ | ----------------- | --- |
| 2011 | Especial Días de Cine: balance del cine español de la década (2001-2011) | Juan Carlos Rivas | No mencionar a ninguna mujer directora, ni película dirigida por una mujer, en un reportaje en el que se analiza el cine español de los últimos diez años                   |
| 2011 | Festival de cine Español de Málaga                                       | Carmelo Romero    | No programar en su sección oficial del año 2010 ni una sola película dirigida por una mujer, ni otorgar un solo premio honorífico, ni programar homenaje alguno a una mujer |
| 2011 | Academia Galega do Audiovisual                                           | Antonio Mourelos  | No haber recaído, desde su creación en el año 2002, ningún premio de Honra (Fernando Rey) ni Revelación (Chano Piñeiro) en una mujer                                        |

- Premios Haberlashaylas

| Año  | Película-Evento                                              | Dirección               |
| ---- | ------------------------------------------------------------ | ----------------------- |
| 2011 | Mujeres en Dirección. Semana Internacional de Cine de Cuenca | Marta Belaústegui       |
| 2011 | Festival de Cine Europeo de Sevilla                          | Javier Martín Domínguez |
| 2011 | ¿Quién fue Pilar Miró?                                       |                         |

### + Mujeres (2018)

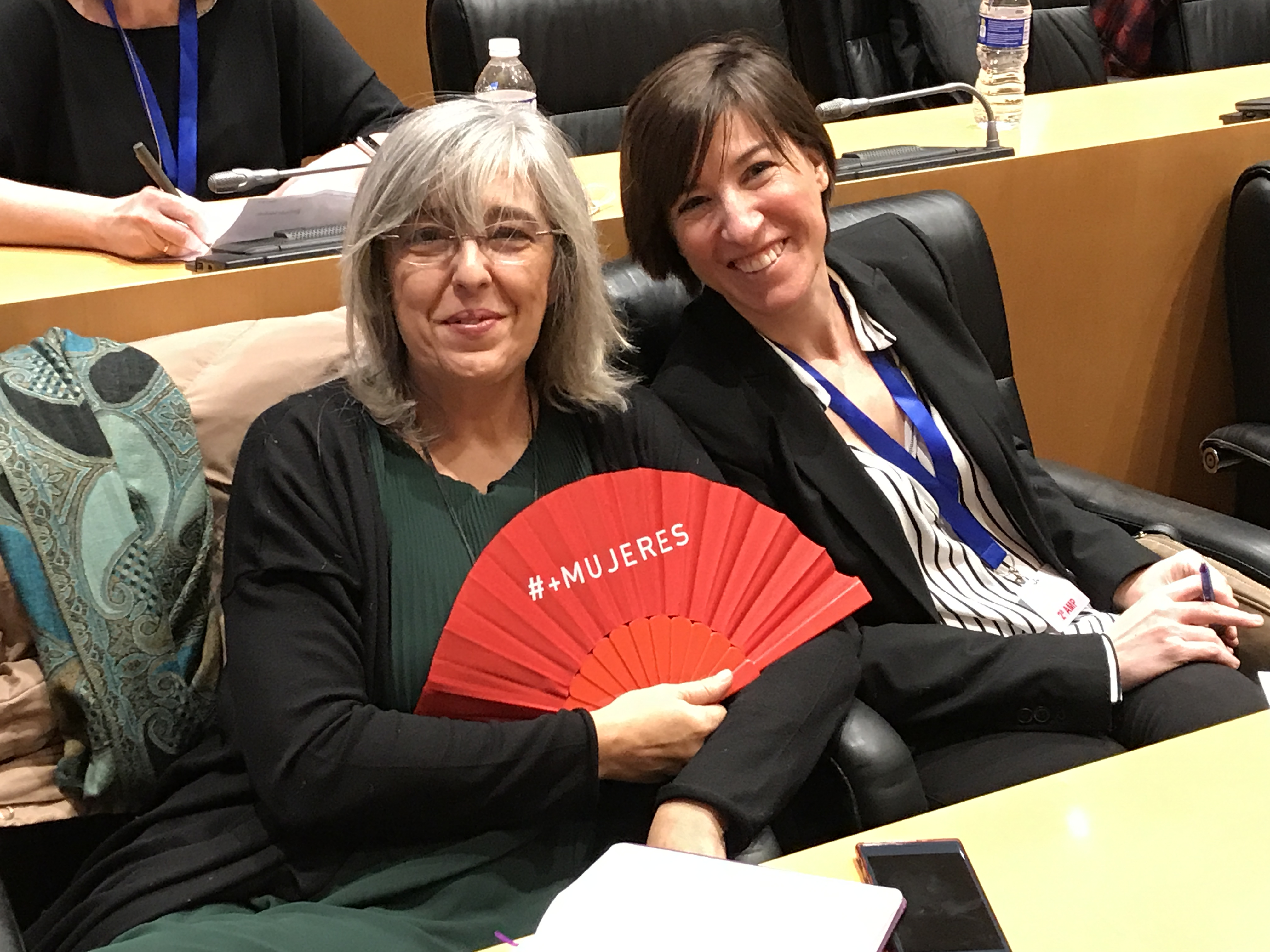
Marisa Soleto y Virginia Yagüe, presidente de CIMA. Jornada Igualdad en las radiotelevisiones públicas. Congreso de Diputados

"Más mujeres" es una campaña presentada en febrero de 2018 por CIMA con motivo de la celebración de los premios Goya 2018 para denunciar la falta de mujeres en la industria y la falta de medidas. Se utilizaron abanicos rojos con el lema + Mujeres : “Rojos para llamar la atención, rojos para explicar nuestro bochorno” que se repartieron durante la gala.
Posteriormente se han mostrado los abanicos rojos en diferentes convocatorias, entre ellas en la Jornada celebrada en el Congreso de Diputados "Igualdad en las radiotelevisiones públicas".

## Proyectos

### CIMA IMPULSA
Programa que promueve el desarrollo de proyectos de serie o largometrajes escritos por guionistas mujeres, noveles o con experiencia, para facilitar su acceso a la industria audiovisual. Entre los trabajos apoyados por este programa figuran la serie Las abogadas (2024) de Patricia Ferreira y Marta Sánchez Guillén o el largometraje Por donde pasa el silencio (2024) de Sandra Romero. 

### CIMA Mentoring 1to1
Programa de asesoría personalizada de proyectos para cine y televisión que tiene como objetivo mejorarlos y orientar su financiación para impulsar nuevos proyectos dirigidos, producidos o guionizados por mujeres. Entre los trabajos apoyados por CIMA Mentoring está la película Estiu 1993 (2017) dirigida por Carla Simón que fue un proyecto finalista en la II edición de Cima mentoring.

### CIMA10
Primer concurso de guiones de cortos audiovisuales basado en el Decálogo de Buenas Prácticas para Combatir el Sexismo en los Relatos Audiovisuales de CIMA. Para jóvenes estudiantes de 16 a 23 años. 2° Edición

### CIMA EN CORTO
Es espacio de encuentro para las profesionales de la asociación donde se proyectan sus películas y se debate sobre las diferentes temáticas sociales. Se celebra periódicamente en La morada de Malasaña.

### Cátedra de cine Josefina de la Torre
CIMA impulsa en 2012 junto a la asociación Comunicadores de Canarias por la Igualdad (CoCaI) en la creación de la Cátedra de cine Josefina de la Torre.

## Medidas para luchar contra la desigualdad
Desde su creación CIMA participa en diferentes espacios y foros en los que reclama medidas para compensar la desigualdad amparándose en la Constitución española y en la Ley de Igualdad de 2007.
En 2010 CIMA junto a la asociación Clásicas y Modernas para la igualdad de género en la cultura y la asociación Mujeres en las Artes Visuales elevaron una queja al Defensor del Pueblo como mujeres creadoras en relación con los artículos 24, 25, 26 y 27- del Capítulo II de la Ley Orgánica para la Igualdad Efectiva de Hombres y Mujeres, dado que a pesar de que la ley alude específicamente a "la igualdad en el ámbito de la creación y producción artística e intelectual de las mujeres" había una "falta de aplicación real y extensiva de la misma". Las creadoras no sólo se quejaron, sino que pidieron que la Oficina del Defensor del Pueblo abriera una "investigación en profundidad" reclamando datos informativos desagregados por sexo.
Por otro lado en Andalucía CIMA participó en la primera mesa sobre la situación de las mujeres en el sector audiovisual andaluz, una reunión organizada para hablar sobre la desigualdad de género que existe en los diferentes ámbitos de la cultura y en especial en el sector audiovisual, donde existe una brecha de género de un 85% de sobrerrepresentación masculina.
En 2013 formó parte de Comisión Mixta para el estudio de un nuevo modelo de financiación del cine y de la televisión, constituida en diciembre de 2012 y representada por Chelo Loureiro, delegada en Galicia. CIMA solicitó la aplicación de medidas asumidas por la propia administración y no por los fondos destinados al sector audiovisual:
Sobre Incentivos Fiscales, establecer un beneficio fiscal del 10% a mayores sobre la cuantía acordada para el sector audiovisual para proyectos escritos, dirigidos o producidos por mujeres, o con una cifra paritaria en las jefaturas de los equipos.
Sobre Ayudas Directas, en el caso de que se establecieran a través de tasas aplicadas a las entradas de cine, o DVD, o Video on demand… se solicita que la Administración disponga de un 10% a mayores de la cifra total obtenida de estas tasas para los Fondos del Audiovisual, con el fin de financiar proyectos escritos, o dirigidos, o producidos por mujeres, o con una cifra paritaria en las jefaturas de los equipos.
En 2017 el Pacto de Estado contra la violencia de género estableció en el punto 48 "Incorporar criterios relacionados con la igualdad y la prevención de la violencia de género en la selección, por el comité de cine de RTVE, de los proyectos cinematográficos cuya producción es financiada por el ente público". En 2018 CIMA fue una de las 6 asociaciones elegidas para formar parte del Observatorio de Igualdad de RTVE, una de las primeras medidas incluidas en el Pacto de Estado que se pusieron en marcha.

## Premios y reconocimientos
- 2017 Premio AMECO Prensa-Mujer. Premio especial del jurado.[31]
- 2012 Premio honorífico de la XXXII Semana del Cine Español de Carabanchel por su contribución a una presencia equitativa de la mujer en el sector audiovisual español.[32]
- 2024: Premio Sant Jordi de la Industria, concedido en la 68.ª edición de los Premios Sant Jordi de Cinematografía concedidos por Radio Nacional de España. El jurado reconoce el trabajo de 18 años por la igualdad y la visibilidad de las mujeres en el sector audiovisual, por la presencia paritaria y por una imagen de la mujer alejada de los estereotipos.[33]

## Publicaciones
- Cine y género en España (2010) Fátima Arranz; Javier Callejo; Pilar Pardo; Inés París; Esperanza Roquero; Pilar Aguilar Ed. Cátedra. Colección Feminismos. ISBN 978-84-376-2641-3
- Miradas de Mujer. Cineastas españolas del siglo XXI (2017) Coord. Francisco A. Zurian Estudio realizado por 93 mujeres mujeres españolas.[22] Ed. Fundamentos ISBN 9788424513542